# San Augustine County
San Augustine County je okres ve státě Texas v USA. K roku 2010 zde žilo 8 865 obyvatel. Správním městem okresu je San Augustine. Celková rozloha okresu činí 1 533 km².